# Marquesado de los Palacios
El Marquesado de los Palacios (originalmente "Marquesado de Palacios"), es un título nobiliario español creado el 5 de octubre de 1635, por el rey Felipe IV a favor de Martín de Guzmán y Rodríguez de Ledesma ( anteriormente Martín Rodríguez de Ledesma y Guzmán).
Martín de Guzmán y Rodríguez de Ledesma, era hijo de Pedro Rodríguez de Ledesma y Herrera, señor de las villas de Llasmenal, de Santis, de Salinas y de Santarén, y de su esposa Isabel de Guzmán y Rojas.
Su denominación original y primitiva de "Marquesado de Palacios", parece ser que hacía referencia a alguna localidad llamada "Palacios", no así la actual denominación, que da la sensación de referirse a unos palacios, de forma genérica.

## Marqueses de los Palacios
|                        | Titular                                           | Periodo                |
| Creación por Felipe IV | Creación por Felipe IV                            | Creación por Felipe IV |
| ---------------------- | ------------------------------------------------- | ---------------------- |
| I                      | Martín de Guzmán y Rodríguez de Ledesma           | 1635-1648              |
| II                     | Pedro Ruiz de Alarcón y Guzmán                    | 1648-                  |
| III                    | Juan Blas Ruiz de Alarcón y Álvarez de Toledo     |                        |
| IV                     | Francisco Ruiz de Alarcón y Álvarez de Toledo     | ? -1682                |
| V                      | Pedro Ruiz de Alarcón y Álvarez de Toledo         | 1682-1726              |
| VI                     | Sebastiana Ruiz de Alarcón y Pacheco              | 1726 -1738             |
| VII                    | Nicolás María Ibáñez de Segovia y Ruiz de Alarcón | ?-1767                 |
| VIII                   | Juan José de Villarroel y Ruiz de Alarcón         |                        |
| IX                     | Nicolás María de Villarroel Hevan y Peralta       |                        |
| X                      | Lorenzo de Villarroel y Velázquez                 |                        |
| XI                     | Francisco de Villarroel y Castro                  | ?-1849                 |
| XII                    | José María Jerónimo de Villarroel e Ibarrola      | 1849-1856              |
| XIII                   | Luis de Villarroel y Goicolea                     | 1858-1893              |
| XIV                    | María de la Natividad Quindós y Villarroel        | 1893-1953              |
| XV                     | María del Pilar de Chaves y Lemery                | 1958-1984              |
| XVI                    | María del Dulce Nombre de Egaña y Azúa            | 1987-2005              |
| XVII                   | Luis María Carreras de Egaña                      | 2005-actual titular    |

## Historia de los marqueses de los Palacios
- Martín de Guzmán y Rodríguez de Ledesma, I marqués de los Palacios.

1. Casó con Ana María de Acuña, III marquesa de Vallecerrato. Sin descendientes. Le sucedió el hijo de su hermana Inés de Guzmán casada con Juan Ruiz de Alarcón y Mendoza, su sobrino:

- Pedro Ruiz de Alarcón y Guzmán, II marqués de los Palacios.

1. Casó con María de Mendoza, hija de García Hurtado de Mendoza IV marqués de Cañete. Sin descendientes.
2. Casó en Madrid (Real Capilla) el 6 de noviembre de 1654 con María Antonia de Vera y Tovar, dama de la reina,[1] hija de Juan Antonio de Vera, I conde de la Roca, I vizconde de Sierra Brava. Sin descendientes.
3. Casó en Madrid (San Sebastián) el 12 de abril de 1663 con su prima hermana[2] Blanca Enríquez de Toledo Guzmán, VIII señora de Higares. Le sucedió, de su tercer matrimonio, su hijo:

- Juan Blas Ruiz de Alarcón y Álvarez de Toledo, III marqués de los Palacios. Sin descendientes. Le sucedió su hermano:

- Francisco Ruiz de Alarcón y Álvarez de Toledo († en 1682), IV marqués de los Palacios. Sin descendientes. Le sucedió su hermano:

- Pedro Ruiz de Alarcón y Álvarez de Toledo († en 1748), V marqués de los Palacios, vizconde de Santarén.

1. Casó en la capilla del Real Alcázar de Madrid el 22 de septiembre de 1699[3] con Catalina Pacheco Barba de Campos de Sotomayor y Meneses, VII marquesa de Castrofuerte, vizcondesa de Castilfalé, dama de la reina. Le sucedió su hija por cesión:

- Sebastiana Ruiz de Alarcón y Pacheco († en 1738), VI marquesa de los Palacios.

1. Casó con Nicolás Luis Ibáñez de Segovia y Mendoza, XI marqués de Mondéjar, marqués de Agrópoli, marqués de Corpa, marqués de Valhermoso. Le sucedió su hijo:

- Nicolás María Ibáñez de Segovia Mendoza y Ruiz de Alarcón, VII marqués de los Palacios, XII marqués de Mondéjar, marqués de Valhermoso, marqués de Agrópoli, marqués de Castrofuerte, conde de Tendilla.

1. Casó con María Antonia Álvarez de Toledo y Fernández de Córdoba. Sin descendientes. Le sucedió un bisnieto del I marqués

- Juan José de Villarroel y Ruiz de Alarcón, VIII marqués de los Palacios,  III  vizconde de la Frontera.

1. Casó en Madrid (San Martín) el 8 de diciembre de 1672 con Juana Crespí de Valldaura.[4] Le sucedió su hijo:

- Nicolás María de Villarroel Heban y Peralta, IX marqués de los Palacios,  IV vizconde de la Frontera

1. Casó con María Velázquez Crespí de Valldaura. Le sucedió su hijo:

- Lorenzo de Villarroel y Velázquez, X marqués de los Palacios, V vizconde de la Frontera

1. Casó con Loreto de Castro y Loynaz, hija del  duque de la Conquista, marqués de Gracia Real de Ledesma. Le sucedió su hijo:

- Francisco de Villarroel y Castro, (fallecido en 1869) XI marqués de los Palacios

1. Casó con Paula Ibarrola González de Campos. Le sucedió su hijo por cesión:

- José María Jerónimo de Villarroel e Ibarrola, (1801-1856), XII marqués de los Palacios, I duque de la Conquista tras la rehabilitación del título, IV marqués de Gracia Real de Ledesma, VI vizconde de la Frontera.

1. Casó con María Goicolea y Ariza. Le sucedió su hijo:

- Luis de Villarroel e Goicolea, (1831-1893), XIII marqués de los Palacios. Le sucedió su sobrina:

- María de la Natividad Quindós y Villarroel (1861-1953), XIV marquesa de los Palacios, III  duquesa de la Conquista,  V marquesa de Gracia Real, VII marquesa de San Saturnino, IX vizcondesa de la Frontera.

1. Casó con Francisco de Asís Arias Dávila y Matheu, conde de Cumbres Altas, hijo del conde de Puñonrostro. Sin descendientes. Le sucedió su pariente lejana, hija de un primo quinto suyo como tataranieta de Amparo Villarroel Ribadeneyra, hija de un hermano del X marqués y madre del I  duque de Noblejas:

- María del Pilar de Chaves y Lemery, (1896-1980) XV marquesa de los Palacios, V duquesa de Noblejas, V  duquesa de la Conquista, III marquesa de la Matilla, III condesa de Caudilla, X vizcondesa de la Frontera.

1. Casó con Léon Le Febve de Vivy. Sin descendientes. El título recayó en su sobrina segunda (hija de su prima hermana Carmen Azúa y de Chaves (hija a su vez de Juan Azúa Suárez y Carmen de Chaves y Beramendi), casada con Alfonso Egaña Elizarán):

- María del Dulce Nombre de Egaña y Azúa, (fallecida en 2005) XVI marquesa de los Palacios.

1. Casó con Luis Carreras Matas. Le sucedió su hijo:

- Luis María Carreras de Egaña, XVII marqués de los Palacios, casado con Macarena Martín Gil.